# Фрассинетти, Павла
Святая Павла (Паула) Фрассинетти (итал. Paula Frassinetti; 3 марта 1809, Генуя — 11 июня 1882, Рим) — итальянская католическая монахиня, основательница монашеской конгрегации «Сёстры святой Дорофеи».
Канонизирована в 1984 году папой Иоанном Павлом II.

## Биография
Родилась 3 марта 1809 года в Генуе в семье Джованни Баттисты Фрассинетти, торговца тканями, и его жены Анджелы. Её четыре брата стали священниками. Когда ей было девять лет, её мать умерла, и хозяйство стала вести тётка. Три года спустя и она умерла, и двенадцатилетняя Фрассинетти взяла ответственность на себя.
В возрасте девятнадцати лет она перебралась к своему брату Джузеппе, священнику в приморской деревне Куинто в Лигурии. В 1834 году она и ещё шесть женщин образовали небольшую общину под названием «Дочери Священной Веры». Джузеппе и прихожане открыли небольшую школу в церкви, посвящённой Кларе Ассизской, в которой преподавали сёстры. Они отправились в Геную, чтобы помочь во время вспышки холеры.
В 1835 году блаженный Лука Пасси из Бергамо, друг её брата Джузеппе, попросил Фрассинетти взять на себя проект «Благочестивые труды святой Дорофеи», который он основал для помощи нуждающимся молодым людям. Таким образом «Дочери Священной Веры» стали «Сёстрами святой Дорофеи». 19 мая 1841 года Фрассинетти открыла обитель в Риме. Работа конгрегации распространилась за пределы Лигурии и Рима на другие части Италии по мере открытия новых обителей, школ-интернатов и детских домов. Также сёстры вели свою деятельность в Португалии, Бразилии, Великобритании и на Мальте.
Умерла 11 июня 1882 года от пневмонии после нескольких инсультов. В 1906 году её тело было обнаружено нетленным.

## Почитание
Беатифицирована 8 июня 1930 года папой Пием XI, канонизирована 11 марта 1984 года папой Иоанном Павлом II.
День памяти — 11 июня.